# Neopetrobia georgiana
Neopetrobia georgiana är en spindeldjursart som beskrevs av Meyer 1974. Neopetrobia georgiana ingår i släktet Neopetrobia och familjen Tetranychidae. Inga underarter finns listade i Catalogue of Life.